# 表兄弟 (電影)
《表兄弟》（法語：Les Cousins）是一部1959年法國新浪潮劇情片，由克勞德·夏布洛執導。影片講述了兩個表兄弟的故事，分別是讓-克洛德·布里亞利飾演的頹廢的保羅和傑拉爾·布萊恩飾演的天真的查爾斯。影片獲得第9屆柏林国际电影节金熊奖。